# 湯潔芳
湯潔芳（英語：TONG Kit Fong，1980年10月24日—），香港女子帆船運動員。

## 簡歷
2014年9月，湯潔芳代表中國香港參加南韓仁川舉行的亞運會帆船比賽，與唐裔盛合作以總成績27分贏得霍比式（Hobie-16）帆船賽銅牌。